# Primera exposición de esculturas en el Real Museo de Pinturas
La Primera exposición de esculturas en el Real Museo de Pinturas fue el evento donde se exhibieron las primeras esculturas del entonces denominado Real Museo de Pinturas. Se realizó durante quince días de enero de 1827 y se exhibieron dos estatuas sedentes de cuerpo entero realizadas en Roma: la estatua de Carlos IV (1817) de Ramón Barba y la de María Luisa de Parma (1816) de José Álvarez Cubero. Rose afirma que este “debió ser un acontecimiento cultural y político que hasta ahora no se había recogido en la literatura sobre la historia del museo”.

## Historia
En los escritos de Alexander Slidell-Mackenzie, quien fuese un teniente de la marina estadounidense que vivió entre 1826 y 1827 en Madrid, durante su estancia, el 14 de agosto de 1826 arribaron a la Real Aduana de Madrid, vinientes de Barcelona, y que llegaron desde Italia en barco, dos estatuas sedentes de cuerpo entero con la representación del rey Carlos IV y la reina consorte María Luisa de Parma. Slidell-Mackenzie afirma: “Durante mi residencia en Madrid, llegaron estatuas de Roma de Carlos IV y su reina María Luisa, bellamente ejecutadas por artistas españoles”.
Las estatuas fueron trasladadas en carreta, después de permanecer en la Aduana cortesana por cinco días, hasta el 19 de agosto, cuando se cumplió con lo establecido por la Real Orden del día 16. El duque de Hijar, durante el verano de 1826, fue quien tuvo la intención de mostrar las obras públicamente, las condujo a la Real Academia de Nobles Artes para la próxima exposición, pero no se llevó a cabo debido a falta de un lugar para presentarlas adecuadamente dentro de la sede, la cual era la Academia de San Fernando. El 19 de enero de 1827, cuando fue aceptada la propuesta del duque de Hijar por parte de Fernando VII, a la vez el soberano aceptó la publicación de un aviso en el Diario de Madrid.

Dirección de [sic] real Museo de pinturas. El Rey nuestro Señor se ha dignado conceder su real permiso para que se manifiesten al público por término de quince dias dos estatuas, que representan á sus augustos padres los Sres. D. Carlos IV y doña María Luisa, ejecutadas en Roma por los escultores de cámara D. José Álvarez y D. Ramón Barba. Las personas que quieran examinar el mérito artístico de estas obras podrán pasar á verificarlo al real Museo de pinturas desde las diez de la mañana hasta las tres de la tarde de los quince días que S.M. ha señalado, empezando desde mañana 22 del corriente (Diario de Avisos de Madrid, 1827). La exposición duro desde el 22 de enero hasta el 5 de febrero de 1827.

## Obras expuestas

### Carlos IV, sedente
Elaborada en 1817 sobre mármol de dimensiones de 180 x 160cm. Realizada en Roma, por Ramón Barba. En 1818, el barco que transportaba la obra junto con su pareja María Luisa de Parma sedente (E902) y otras obras, naufragó frente a las costas de Arlés. La mayor parte de la carga y las obras de arte fueron recuperadas gracias al empeño de José de Madrazo (González Camino y Aguirre, F.: 1932) y el cónsul de S.M. en Marsella. Fueron embarcadas ese mismo año con destino a Barcelona, donde permanecieron hasta 1826, cuando Don Francisco Blasco se dirigía al Director del Real Museo de Pinturas informándole del ingreso de las estatuas sedentes por orden de su majestad.

### María Luisa de Parma, sedente
Elaborada en 1816 sobre mármol de dimensiones de 140 x 75cm. Elaborada  en Roma, por José Álvarez Cubero, llegó el 14 de agosto de 1826 a la ciudad española de Madrid al igual que la escultura de Carlos IV sedente. Las dos esculturas fueron exhibidas a los ciudadanos alrededor de quince días (del 22 de enero al 5 de febrero) en 1827, fueron, las primeras en ser mostradas en el que antiguamente se conocía como el  Real Museo de Pinturas.

## Personajes involucrados en la confusión de la primera exposición de esculturas celebrada en el Real Museo de Pinturas

### Mariano Madrazo
Es curioso el caso, en el que en su Historia del Museo del Prado de 1818-1868. (Rose, 2005) afirma que: Madrazo confunde la exposición del famoso grupo escultórico de Álvarez titulado la Defensa de Zaragoza, llegado a Madrid desde Roma en julio de 1827 y también expuesto en el museo gracias al consentimiento real, con esos dos retratos de los padres del rey mostrados al público a principios del año. Madrazo relata erróneamente que «en 1827...el día 8 de julio... llegó de Roma el grupo en mármol hecho por el escultor de S.M. representando a los Reyes padres, obra de don Ramón Barba...» y que «el grupo escultórico de SS.MM.» fue expuesto en el museo «en octubre [de 1827]... temporalmente, por término de un mes». Cuenta además que «el grupo... representando a los Reyes padres» fue colocado en un «pedestal giratorio», mecanismo que sin embargo no aparece descrito en ninguno de los documentos actualmente conocidos referentes a las dos estatuas independientes de Carlos IV y María Luisa.

### José Álvarez
Después de ser encarcelado en Sant'Angelo, por negarse a jurar ante José I, tuvo que vender una estatua de Apolo, durante la Guerra de la Independencia, debiendo tallarla nuevamente para ofrecerla a Fernando VII, junto con dos obras las cuales eran Morfeo adolescente o Amor dormido, Diana cazadora y Amor con todos sus atributos. Finalmente, en 1827 las estatuas fueron adquiridas por Fernando VII, y pasaron a formar parte de la colección real al Museo del Prado. Después de un tiempo volvió a Roma para pasar en mármol su grupo escultórico de la Defensa de Zaragoza.
Existe otro malentendido que fue generado en los documentos de esa época, que pudo haber causado una confusión en los historiadores, acerca de la identidad de las obras: “en la correspondencia referente al transporte de estas dos obras grandes y pesadas, se alude extrañamente a ellas como «bustos» (quizá un término empleado equivocadamente como sinónimo de «retratos»), hasta que ya en Madrid Álvarez las describe como estatuas.”